# Batha Est
Batha Est er et af de tre departemanter, som udgør regionen Batha  i Tchad.
13°17′23″N 19°41′25″Ø / 13.2897°N 19.6903°Ø